# Haitham Asiri
Haitham Mohammed Ali Abu Hawi Asiri, noto semplicemente come Haitham Asiri (in arabo هيثم عسيري‎?; Riyadh, 1º luglio 2001), è un calciatore saudita, attaccante dell'Al-Qadisiya e della Nazionale saudita.

## Carriera

### Club
Cresciuto calcisticamente nell'Al-Ahli, esordisce nel campionato saudita il 4 agosto 2020, partita in cui realizza una rete, un assist e si fa espellere per somma di ammonizioni, il tutto in 11 minuti di gioco. Il mese successivo, il 14 settembre, viene impiegato da titolare in AFC Champions League contro l'Al-Shorta, rimanendo in campo per 70 minuti. Conclude la prima stagione da professionista con 7 presenze ed una rete tra tutte le competizioni.

### Nazionale
Con la Nazionale saudita ha preso parte al campionato mondiale in Qatar. Il 22 novembre esordisce nella massima competizione mondiale entrando all'89º minuto di gioco nel primo match della fase a gironi giocato contro l'Argentina, match vinto per 1 a 2.

## Statistiche
Statistiche aggiornate al 31 gennaio 2025
| Stagione        | Squadra         | Campionato      | Campionato | Campionato | Coppe nazionali | Coppe nazionali | Coppe nazionali | Coppe continentali | Coppe continentali | Coppe continentali | Altre coppe | Altre coppe | Altre coppe | Totale | Totale |
| Stagione        | Squadra         | Comp            | Pres       | Reti       | Comp            | Pres            | Reti            | Comp               | Pres               | Reti               | Comp        | Pres        | Reti        | Pres   | Reti   |
| --------------- | --------------- | --------------- | ---------- | ---------- | --------------- | --------------- | --------------- | ------------------ | ------------------ | ------------------ | ----------- | ----------- | ----------- | ------ | ------ |
| 2019-2020       | Al-Ahli         | SPL             | 2          | 1          | KCC             | -               | -               | ACL                | 5                  | 0                  |             | -           | -           | 7      | 1      |
| 2020-2021       | Al-Ahli         | SPL             | 5          | 0          | KCC             | -               | -               | ACL                | 2                  | 1                  |             | -           | -           | 7      | 1      |
| 2021-2022       | Al-Ahli         | SPL             | 22         | 2          | KCC             | 2               | 0               |                    | -                  | -                  |             | -           | -           | 24     | 2      |
| 2022-2023       | Al-Ahli         | PD              | 33         | 10         | -               | -               | -               | -                  | -                  | -                  |             | -           | -           | 33     | 10     |
| 2023-2024       | Al-Ahli         | PD              | 6          | 0          | KC              | 1               | 0               | -                  | -                  | -                  |             | -           | -           | 7      | 0      |
| ago.2025        | Al-Ahli         | PD              | 1          | 0          | KC              | 0               | 0               | -                  | -                  | -                  |             | -           | -           | 1      | 0      |
| Totale Al Ahli  | Totale Al Ahli  | Totale Al Ahli  | 69         | 13         |                 | 3               | 0               |                    | 7                  | 1                  |             | -           | -           | 79     | 14     |
| 2024-2025       | Al-Qadisiya     | PD              | 7          | 0          | KC              | 1               | 0               | -                  | -                  | -                  |             | -           | -           | 8      | 0      |
| Totale carriera | Totale carriera | Totale carriera | 76         | 13         |                 | 4               | 0               |                    | 7                  | 1                  |             | -           | -           | 87     | 14     |

### Cronologia presenze e reti in nazionale
| Cronologia completa delle presenze e delle reti in nazionale ― Arabia Saudita | Cronologia completa delle presenze e delle reti in nazionale ― Arabia Saudita | Cronologia completa delle presenze e delle reti in nazionale ― Arabia Saudita | Cronologia completa delle presenze e delle reti in nazionale ― Arabia Saudita | Cronologia completa delle presenze e delle reti in nazionale ― Arabia Saudita | Cronologia completa delle presenze e delle reti in nazionale ― Arabia Saudita | Cronologia completa delle presenze e delle reti in nazionale ― Arabia Saudita | Cronologia completa delle presenze e delle reti in nazionale ― Arabia Saudita |
| Data                                                                          | Città                                                                         | In casa                                                                       | Risultato                                                                     | Ospiti                                                                        | Competizione                                                                  | Reti                                                                          | Note                                                                          |
| ----------------------------------------------------------------------------- | ----------------------------------------------------------------------------- | ----------------------------------------------------------------------------- | ----------------------------------------------------------------------------- | ----------------------------------------------------------------------------- | ----------------------------------------------------------------------------- | ----------------------------------------------------------------------------- | ----------------------------------------------------------------------------- |
| 1-12-2021                                                                     | Al Rayyan                                                                     | Arabia Saudita                                                                | 0 – 1                                                                         | Giordania                                                                     | Coppa araba FIFA 2021 - 1º turno                                              | -                                                                             | 69’                                                                           |
| 4-12-2021                                                                     | Ar Rayyan                                                                     | Palestina                                                                     | 1 – 1                                                                         | Arabia Saudita                                                                | Coppa araba FIFA 2021 - 1º turno                                              | -                                                                             | 60’                                                                           |
| 7-12-2021                                                                     | Doha                                                                          | Marocco                                                                       | 1 – 0                                                                         | Arabia Saudita                                                                | Coppa araba FIFA 2021 - 1º turno                                              | -                                                                             | 65’                                                                           |
| 27-9-2022                                                                     | Murcia                                                                        | Arabia Saudita                                                                | 0 – 0                                                                         | Stati Uniti                                                                   | Amichevole                                                                    | -                                                                             | 31’                                                                           |
| 26-10-2022                                                                    | Abu Dhabi                                                                     | Arabia Saudita                                                                | 1 – 1                                                                         | Albania                                                                       | Amichevole                                                                    | -                                                                             |                                                                               |
| 30-10-2022                                                                    | Abu Dhabi                                                                     | Arabia Saudita                                                                | 0 – 0                                                                         | Honduras                                                                      | Amichevole                                                                    | -                                                                             |                                                                               |
| 10-11-2022                                                                    | Abu Dhabi                                                                     | Arabia Saudita                                                                | 1 – 1                                                                         | Panama                                                                        | Amichevole                                                                    | 1                                                                             | 61’                                                                           |
| 16-11-2022                                                                    | Riad                                                                          | Arabia Saudita                                                                | 0 – 1                                                                         | Croazia                                                                       | Amichevole                                                                    | -                                                                             | 61’                                                                           |
| 22-11-2022                                                                    | Lusail                                                                        | Argentina                                                                     | 1 – 2                                                                         | Arabia Saudita                                                                | Mondiali 2022 - 1º turno                                                      | -                                                                             | 89’                                                                           |
| 28-3-2023                                                                     | Gedda                                                                         | Arabia Saudita                                                                | 1 – 2                                                                         | Bolivia                                                                       | Amichevole                                                                    | -                                                                             | 76’ 85’                                                                       |
| Totale                                                                        |                                                                               | Presenze                                                                      | 10                                                                            |                                                                               | Reti                                                                          | 1                                                                             |                                                                               |

## Palmarès

### Club

#### Competizioni nazionali
- Prima Divisione (Arabia Saudita): 1

Al-Ahli: 2022-2023

### Nazionale
- Coppa d'Asia Under-23: 1

2022